# Edmund z Woodstocku, 1. hrabě z Kentu
Edmund z Woodstocku, 1. hrabě z Kentu (5. srpna 1301, Woodstock – 19. března 1330, Winchester), jehož sídlem byl hrad Arundel v Sussexu, byl šestým synem anglického krále Eduarda I. a jeho druhé manželky Markéty Francouzské, a mladším bratrem anglického krále Eduarda II. Eduard I. měl v úmyslu poskytnout Edmundovi značné granty prostřednictvím půdy, když ale král v roce 1307 zemřel, Eduard II. odmítl respektovat otcovy záměry, a to především kvůli svému favoritovi Piersi Gavestonovi. Edmund zůstal bratrovi věrný a v roce 1321 byl jmenován hrabětem z Kentu. Hrál důležitou roli v Eduardově administrativě jako diplomat a vojenský velitel a v letech 1321–22 pomohl potlačit povstání.
Nespokojenost s králem rostla a nakonec ovlivnila Edmunda. Nespokojenost byla z velké části způsobena tím, že Eduard preferoval své nové oblíbence Huga Despensera mladšího a jeho otce. V roce 1326 se Edmund připojil k povstání královny Izabely a Rogera Mortimera, při kterém byl král Eduard II. sesazen. Edmund nedokázal vyjít s novou vládou a v roce 1330 byl přistižen při plánování nového povstání a popraven.
Jakmile nový král Eduard III. dosáhl plnoletosti a převzal osobní kontrolu nad vládou, posmrtně anuloval obvinění proti svému strýci. Tituly a statky hraběte z Kentu přešly na Edmundova syna Edmunda. Když mladý Edmund v roce 1331 zemřel, stal se hrabětem jeho bratr Jan. Ačkoli byl oficiálně zproštěn viny, Edmund se během svého života ani po něm netěšil dobré pověsti kvůli jeho nespolehlivému politickému jednání.

## Rodinný původ a dětství
Král Eduard I. měl se svou první manželkou Eleonorou Kastilskou velké množství potomků, ale jen jediného syna, který se dožil dospělosti - budoucího krále Eduarda II. (narozen 1284). Po Eleonořině smrti se král znovu oženil s Markétou Francouzskou, se kterou měl dva syny, kteří se dožili dospělosti: Tomáše (narozen 1300), a když bylo králi šedesát dva let, narodil se Edmund. Edmund se narodil ve Woodstocku v Oxfordshire 5. srpna 1301, a následně se mu říkalo Edmund z Woodstocku. Edmund byl synem anglického krále a přes matku také vnukem francouzského krále Filipa III. 7. července 1307, než bylo Edmundovi šest let, Eduard I. zemřel a králem se stal princův nevlastní bratr Eduard II.
Přestože Eduard I. nebydlel v domácnosti dvou chlapců, velmi se zajímal o výchovu a blaho princů. Než král zemřel, slíbil, že Edmundovi poskytne značné dotace půdy. V srpnu 1306 podepsal chartu, v níž sliboval Edmundovi pozemky v hodnotě 7000 marek ročně a v květnu 1307 k tomu přibylo 1000 marek. Pravděpodobně měl v úmyslu předat hrabství Norfolk Tomášovi, zatímco Edmund měl získat hrabství Cornwall, které zůstalo uvolněné po smrti bratrance krále Eduarda I., Edmunda v roce 1300. Když však nastoupil na trůn Eduard II., šel proti přáním svého otce a udělil hrabství Cornwall svému favoritovi Piersi Gavestonovi. Podle kroniky Vita Edwardi Secundi byl tento čin vážnou urážkou králových mladších bratrů. Eduard II. přesto podnikl kroky, aby zajistil svému nevlastnímu bratrovi příjem; granty z let 1315 a 1319 zajistily Edmundovi 2 000 marek ročně. V květnu 1321 obdržel strategicky významný hrad Gloucester, a další granty následovaly po jeho jmenování hrabětem z Kentu 28. července 1321.
Blízký vztah Eduarda II. s Gavestonem byl zdrojem konfliktů u dvora a Gavestonova poprava skupinou vzbouřených baronů v roce 1312 přivedla zemi na pokraj občanské války. Když Edmund dosáhl plnoletosti, stal se důležitým členem kruhu kolem svého bratra. V roce 1318 byla sepsána smlouva z Leake jako snaha usmířit znepřátelené strany a Edmund byl mezi svědky podpisu této smlouvy. Následovala další Edmundova oficiální jmenování. Na jaře roku 1320 se zúčastnil velvyslanectví u papeže Jana XXII. v Avignonu, jehož posláním zprostit krále jeho přísahy, že bude dodržovat Ordinance, soubor omezení uvalených na královskou autoritu baronstvím. Později téhož roku se Edmund připojil ke svému královskému bratrovi v Amiens, kde vzdal Eduard hold francouzskému králi. V říjnu 1320 se Edmund poprvé zúčastnil parlamentu.

## Občanská válka
Když politický konflikt v letech 1321–22 přerostl v povstání, sehrál Edmund důležitou roli v jeho potlačení. Opozice pramenila z odporu vůči královým novým oblíbencům Despenserům. Když Bartholomew Badlesmere, správce královské domácnosti, přeběhl k opozici, Eduard 16. června místo Badlesmera jmenoval svého nejmladšího bratra lordem strážcem pěti přístavů. V parlamentu v červenci 1321 se Edmund krátce postavil na stranu opozice, když souhlasil s vyhnanstvím Despenserů, ale později tvrdil, že se tak stalo pod nátlakem, a v listopadu zasedl v radě, která vyhnanství anulovala.
V říjnu byl Edmund byl znovu zaměstnán krokem proti Badlesmerovi, když se zúčastnil obležení hradu Leeds v Kentu, který držel Badlesmere. Poté, co byl Badlesmere donucen ke kapitulaci, přesunuly se nepřátelské akce k waleským hranicím, kde byl Roger Mortimer s dalšími v otevřené vzpouře. Jakmile byl Mortimer konfrontován s královskou armádou, vzdal se bez boje a pozornost se obrátila na vůdce baronské opozice, Tomáše z Lancasteru. Edmund, který se účastnil tažení u hranic, dostal nyní společně s hrabětem ze Surrey rozkaz dobýt Lancasterův hrad Pontefract. 17. března 1322 byl Lancaster po porážce v bitvě u Boroughbridge zajat a přiveden do Pontefractu. Zde byl Edmund v porotě, která ho odsoudila k smrti za vlastizradu.
I když byl Lancaster poražen, bitva proti rebelům neskončila. V lednu 1323 Edmund dostal za úkol dobýt hrad Wallingford Maurice de Berkeley, což úspěšně splnil. Za svou loajalitu byl Edmund odměněn značným majetkem ve Walesu, především pozemky propadlé Rogeru Mortimerovi. Větší část válečné kořisti však připadla Despenserům, kteří oba velmi těžili z propadnutí rebelů. V roce 1326 si Despenserové, otec a syn, užívali příjmů 3 800 a 7 000 liber, zatímco Edmundův roční příjem byl pouze 2 355 marek (1 570 liber).

## Skotsko a Francie
Když byla domácí opozice z velké části neutralizována, král obrátil svou pozornost ke Skotsku. V srpnu bylo zorganizováno velké tažení, ale úsilí skončilo úplným neúspěchem, když byli Angličané 14. října 1322 poraženi Skoty pod vedením Roberta Bruce v bitvě u Old Byland. Eduard II. sám musel uprchnout z bojiště, aby se vyhnul zajetí, a Edmund byl s ním, když královská armáda ustupovala do Yorku. Začínala být zjevná králova neschopnost zvládnout skotskou situaci. Andrew Harclay, který porazil Lancastera u Boroughbridge, a proto byl jmenován hrabětem z Carlisle a lordem strážcem hranic se Skotskem, podepsal v lednu 1323 bez králova povolení se Skoty mírovou smlouvu. Když to král zjistil, nařídil Harclayovo zatčení. Edmund byl jedním ze soudců, kteří vynesli rozsudek nad Harclayem, který byl oběšen, stažen a rozčtvrcen za zradu. Když byl Harclay pryč, Edmund dostal odpovědnost za obranu severní hranice, ale situace zůstala neudržitelná. 30. května 1323 byl Edmund v radě, která se dohodla na třináctiletém příměří se Skotskem.
Mezitím se majetek anglického krále ve Francii dostal do ohrožení ze strany francouzského krále. Král Karel IV. Francouzský se dožadoval toho, aby mu znovu složil lenní hold za Akvitánské vévodství, a zároveň vyhrožoval konfiskací vévodství pod záminkou místního sporu s převorstvím Saint-Sardos. V dubnu 1324 byli Edmund a arcibiskup z Dublinu Alexander de Bicknor vysláni na diplomatickou misi do Francie. Zatímco někteří historici kritizovali Edmunda za to, že se mu nepodařilo dosáhnout diplomatického urovnání, jiní poukazovali na obtížné okolnosti, kterým čelil, a na to, jak se jiným dařilo o málo lépe. Když diplomacie selhala, byl Edmund 20. července 1324 jmenován Eduardovým poručíkem v Akvitánii. Ačkoli tam byla zoufalá potřeba posil z Anglie, nikdy nedorazily. V krátké válce, která následovala, byly anglické země rychle obsazeny Francouzi, a Edmund byl obléhán v La Réole. Zde vydržel až do 22. září, kdy byl nucen vzdát se a souhlasit s šestiměsíčním příměřím.

## Sesazení Eduarda II.
Odmítnutí Eduarda II. vzdát hold francouzskému králi bylo založeno na obavách o jeho královskou suverenitu, ale také na strachu z možného oživení domácího odporu. Z tohoto důvodu vyslal svou manželku Izabelu, aby vyjednávala s králem Karlem, který byl jejím bratrem. Královna odjela do Francie 9. března 1325 a v září se k ní připojil její syn, následník trůnu, princ Eduard. Izabelina jednání byla úspěšná a bylo dohodnuto, že mladý princ Eduard složí poctu místo krále, což učinil 24. září. Nedlouho poté se Edmund připojil ke královně a princi v Paříži. Kolem královny se objevoval kruh opozice, včetně exilového Rogera Mortimera. Edmund, který dříve neochvějně podporoval svého nevlastního bratra, se nyní připojil ke spiknutí proti králi. I když stále Mortimerovi nedůvěřoval, jeho nenávist k Despenserům byla ještě větší. Když Edmund spolu s ostatními ignoroval králův příkaz k návratu do Anglie, byly jeho statky v březnu 1326 zabaveny.
V září Izabela a Mortimer napadli se žoldnéřskými vojáky Anglii a Edmund se invaze zúčastnil. Invaze získala podporu velké části anglické šlechty, včetně Edmundova bratra Thomase a Jindřicha, hraběte z Lancasteru, bratra Tomáše z Lancasteru. Edmund se účastnil procesů se dvěma Despensery a rady přenášející moc na prince Eduarda, který byl korunován králem Eduardem III. Za účast na převratu dostal Edmund jako odměnu půdu patřící Despenserům a hraběti z Arundelu, který byl také popraven jako stoupenec Eduarda II. Vzhledem k tomu, že situace na severu byla stále obtížná, dostal Edmund společné velení na skotské hranici s Lancasterem, ale oba se rozdělili a Lancaster se brzy stal jediným velitelem. Netrvalo dlouho a Edmund byl novým režimem rozčarován; jedním ze zdrojů sporů bylo Mortimerovo dominantní postavení u dvora, také se o Mortimerovi říkalo, že je Izabeliným milencem. Na podzim 1328 se Edmund a jeho bratr Tomáš připojili k Jindřichovi z Lancasteru ve spiknutí proti Izabele a Mortimerovi. Spiknutí bylo produktem společného zájmu, spíše než silných osobních vazeb. Jakmile bylo jasné, že spiknutí selže, oba bratři tento podnik opustili.

## Smrt a následky
Po účasti na plánovaném povstání se Edmund stal u dvora méně oblíbeným. Směl sice doprovázet královu manželku Filipu na její korunovaci v únoru 1330, ale jeho vystupování u dvora bylo méně časté. V tom okamžiku se zapletl do dalšího spiknutí proti dvoru, když byl fámami přesvědčen, že jeho bratr je stále naživu. Později se ukázalo, že sám Roger Mortimer byl zodpovědný za to, že tomu Edmund věřil. Spiknutí bylo odhaleno a v parlamentu v březnu 1330 byl Edmund obžalován a odsouzen k smrti jako zrádce. Když se odsouzený hrabě doslechl, že verdikt je smrt, prosil Eduarda III. o svůj život a nabídl, že půjde pěšky z Winchesteru do Londýna s provazem kolem krku na znamení smíření, ale Mortimer a královna shovívavosti zabránili. Bylo téměř nemožné najít někoho, kdo by byl ochotný provést popravu muže královské krve, až nakonec Edmunda sťal odsouzený vrah výměnou za milost. Edmundovo tělo bylo pohřbeno ve františkánském kostele ve Winchesteru, ale v roce 1331 bylo přeneseno do Westminsterského opatství.
Poprava královského prince byla velkou provokací pro sedmnáctiletého Eduarda III., který se na rozhodnutí nepodílel, a pravděpodobně přispěla k rozhodnutí krále povstat proti svému ochránci. V říjnu 1330 provedl Eduard III. převrat, kterým se ujal osobní kontroly nad vládou, a Mortimer byl popraven. Mezi obviněními proti Mortimerovi bylo obstarání Edmundovy smrti a obvinění proti zesnulému hraběti z Kentu byla zrušena. Na konci roku 1325 se Edmund oženil s Markétou Wakeovou, sestrou Thomase Wakea, 2. barona Wakea z Liddellu, a měl s ní několik dětí. Jeho země a tituly zdědil jejich nejstarší syn Edmund, ten však v říjnu 1331 zemřel a hrabství přešlo na jeho mladšího bratra Jana.
Edmund nebyl za svého života nijak zvlášť oblíbený a ani po své smrti se netěšil dobré pověsti. Mohla k tomu přispět jeho nespolehlivost v politických otázkách a opakované změny v loajalitě. Jeho domácnost se také měla chovat způsobem, který vyvolal lidovou nelibost, když procházel venkovem, přijímal zásoby a nabízel jen malou náhradu. Zároveň bylo poukázáno na to, že Edmund projevoval velkou míru loajality k Eduardovi II., přestože od svého bratra dostával relativně málo odměn a uznání.

## Manželství a potomci
V roce 1325 se čtyřiadvacetiletý Edmund oženil s o čtyři roky starší Markétou Wakeovou, dcerou Johna Wakea, 1. barona Wakea z Liddelu, se kterou měl čtyři děti:
- Edmund, 2. hrabě z Kentu (1326 – 5. října 1331)
- Markéta z Kentu (1327 – 1352)
- Jana z Kentu (29. září 1328 – 7. srpna 1385)
- Jan, 3. hrabě z Kentu (7. dubna 1330 – 26. prosince 1352)

## Vývod z předků
|                                       |                                 |  |                          |                                 |  |  |  |  |  |  |  | Jindřich II. Plantagenet |
|                                       |                                 |  |                          |                                 |  |  |  |  |  |  |  |                          |
|                                       | Jan Bezzemek                    |  |                          |                                 |  |  |  |  |  |  |  |                          |
|                                       |                                 |  |                          |                                 |  |  |  |  |  |  |  |                          |
|                                       |                                 |  |                          | Eleonora Akvitánská             |  |  |  |  |  |  |  |                          |
|                                       |                                 |  |                          |                                 |  |  |  |  |  |  |  |                          |
|                                       | Jindřich III. Plantagenet       |  |                          |                                 |  |  |  |  |  |  |  |                          |
|                                       |                                 |  |                          |                                 |  |  |  |  |  |  |  |                          |
|                                       |                                 |  |                          | Aymer z Angoulême               |  |  |  |  |  |  |  |                          |
|                                       |                                 |  |                          |                                 |  |  |  |  |  |  |  |                          |
|                                       | Isabela z Angoulême             |  |                          |                                 |  |  |  |  |  |  |  |                          |
|                                       |                                 |  |                          |                                 |  |  |  |  |  |  |  |                          |
|                                       |                                 |  |                          | Alice z Courtenay               |  |  |  |  |  |  |  |                          |
|                                       |                                 |  |                          |                                 |  |  |  |  |  |  |  |                          |
|                                       | Eduard I.                       |  |                          |                                 |  |  |  |  |  |  |  |                          |
|                                       |                                 |  |                          |                                 |  |  |  |  |  |  |  |                          |
|                                       |                                 |  |                          | Alfons II. Provensálský         |  |  |  |  |  |  |  |                          |
|                                       |                                 |  |                          |                                 |  |  |  |  |  |  |  |                          |
|                                       | Ramon Berenguer V. Provensálský |  |                          |                                 |  |  |  |  |  |  |  |                          |
|                                       |                                 |  |                          |                                 |  |  |  |  |  |  |  |                          |
|                                       |                                 |  |                          | Garsenda ze Sabranu             |  |  |  |  |  |  |  |                          |
|                                       |                                 |  |                          |                                 |  |  |  |  |  |  |  |                          |
|                                       | Eleonora Provensálská           |  |                          |                                 |  |  |  |  |  |  |  |                          |
|                                       |                                 |  |                          |                                 |  |  |  |  |  |  |  |                          |
|                                       |                                 |  |                          | Tomáš I. Savojský               |  |  |  |  |  |  |  |                          |
|                                       |                                 |  |                          |                                 |  |  |  |  |  |  |  |                          |
|                                       | Beatrix Savojská                |  |                          |                                 |  |  |  |  |  |  |  |                          |
|                                       |                                 |  |                          |                                 |  |  |  |  |  |  |  |                          |
|                                       |                                 |  |                          | Markéta ze Ženevy               |  |  |  |  |  |  |  |                          |
|                                       |                                 |  |                          |                                 |  |  |  |  |  |  |  |                          |
| Edmund z Woodstocku, 1. hrabě z Kentu |                                 |  |                          |                                 |  |  |  |  |  |  |  |                          |
|                                       |                                 |  |                          |                                 |  |  |  |  |  |  |  |                          |
|                                       |                                 |  | Ludvík VIII. Francouzský |                                 |  |  |  |  |  |  |  |                          |
|                                       |                                 |  |                          |                                 |  |  |  |  |  |  |  |                          |
|                                       | Ludvík IX. Francouzský          |  |                          |                                 |  |  |  |  |  |  |  |                          |
|                                       |                                 |  |                          |                                 |  |  |  |  |  |  |  |                          |
|                                       |                                 |  |                          | Blanka Kastilská                |  |  |  |  |  |  |  |                          |
|                                       |                                 |  |                          |                                 |  |  |  |  |  |  |  |                          |
|                                       | Filip III. Francouzský          |  |                          |                                 |  |  |  |  |  |  |  |                          |
|                                       |                                 |  |                          |                                 |  |  |  |  |  |  |  |                          |
|                                       |                                 |  |                          | Ramon Berenguer V. Provensálský |  |  |  |  |  |  |  |                          |
|                                       |                                 |  |                          |                                 |  |  |  |  |  |  |  |                          |
|                                       | Markéta Provensálská            |  |                          |                                 |  |  |  |  |  |  |  |                          |
|                                       |                                 |  |                          |                                 |  |  |  |  |  |  |  |                          |
|                                       |                                 |  |                          | Beatrix Savojská                |  |  |  |  |  |  |  |                          |
|                                       |                                 |  |                          |                                 |  |  |  |  |  |  |  |                          |
|                                       | Markéta Francouzská             |  |                          |                                 |  |  |  |  |  |  |  |                          |
|                                       |                                 |  |                          |                                 |  |  |  |  |  |  |  |                          |
|                                       |                                 |  |                          | Jindřich II. Brabantský         |  |  |  |  |  |  |  |                          |
|                                       |                                 |  |                          |                                 |  |  |  |  |  |  |  |                          |
|                                       | Jindřich III. Brabantský        |  |                          |                                 |  |  |  |  |  |  |  |                          |
|                                       |                                 |  |                          |                                 |  |  |  |  |  |  |  |                          |
|                                       |                                 |  |                          | Marie Štaufská                  |  |  |  |  |  |  |  |                          |
|                                       |                                 |  |                          |                                 |  |  |  |  |  |  |  |                          |
|                                       | Marie Brabantská                |  |                          |                                 |  |  |  |  |  |  |  |                          |
|                                       |                                 |  |                          |                                 |  |  |  |  |  |  |  |                          |
|                                       |                                 |  |                          | Hugo IV. Burgundský             |  |  |  |  |  |  |  |                          |
|                                       |                                 |  |                          |                                 |  |  |  |  |  |  |  |                          |
|                                       | Adéla Burgundská                |  |                          |                                 |  |  |  |  |  |  |  |                          |
|                                       |                                 |  |                          |                                 |  |  |  |  |  |  |  |                          |
|                                       |                                 |  |                          | Jolanda z Dreux                 |  |  |  |  |  |  |  |                          |
|                                       |                                 |  |                          |                                 |  |  |  |  |  |  |  |                          |